# Coppa delle Coppe 1983-1984
La Coppa delle Coppe 1983-1984 fu la 24ª edizione della Coppa delle Coppe UEFA, competizione calcistica europea che vedeva competere tra di esse le squadre vincitrici delle rispettive Coppe nazionali.
Alla coppa presero parte 33 squadre, portate a 32 tramite un turno preliminare che vide impegnati i gallesi dello Swansea e i tedeschi orientali del Magdeburgo; le 32 squadre rimanenti si affrontarono su 4 turni a eliminazione diretta con gare di andata e ritorno più una finale.
La competizione fu vinta, per la prima e unica volta nonché da imbattuti, dagli italiani della Juventus che nella finale di Basilea, in Svizzera, superarono i portoghesi del Porto per 2-1.
A questa edizione non prese parte nessun club rumeno, poiché la disorganizzazione della Coppa di Romania aveva portato a disputarne la finale in piena estate, oltre il termine stabilito dalla UEFA.

## Turno preliminare
| Squadra 1 | Totale | Squadra 2  | Andata | Ritorno |
| --------- | ------ | ---------- | ------ | ------- |
| Swansea   | 1-2    | Magdeburgo | 1-1    | 0-1     |

## Sedicesimi di finale
| Squadra 1         | Totale    | Squadra 2           | Andata | Ritorno |
| ----------------- | --------- | ------------------- | ------ | ------- |
| NEC               | 2-1       | Brann               | 1-1    | 1-0     |
| Magdeburgo        | 1-7       | Barcellona          | 1-5    | 0-2     |
| Mersin            | 0-1       | Spartak Varna       | 0-0    | 0-1     |
| Manchester United | 3-3 (gfc) | Dukla Praga         | 1-1    | 2-2     |
| Hammarby          | 5-2       | Tirana              | 4-0    | 1-2     |
| Sligo Rovers      | 0-4       | Haka                | 0-1    | 0-3     |
| Glentoran         | 2-4       | Paris Saint-Germain | 1-2    | 1-2     |
| Juventus          | 10-2      | Lechia Gdańsk       | 7-0    | 3-2     |
| Valletta          | 0-18      | Glasgow Rangers     | 0-8    | 0-10    |
| Dinamo Zagabria   | 2-2 (gfc) | Porto               | 2-1    | 0-1     |
| Boldklubben 1901  | 3-9       | Šachtar Donec'k     | 1-5    | 2-4     |
| Servette          | 9-1       | Avenir Beggen       | 4-0    | 5-1     |
| AEK Atene         | 3-4       | Újpest              | 2-0    | 1-4     |
| Wacker Innsbruck  | 2-7       | Colonia             | 1-0    | 1-7     |
| Enosis Paralimni  | 3-7       | Beveren             | 2-4    | 1-3     |
| ÍA                | 2-3       | Aberdeen            | 1-2    | 1-1     |

## Ottavi di finale

Una fase del retour match tra Juventus e Paris Saint-Germain

| Squadra 1           | Totale    | Squadra 2         | Andata | Ritorno   |
| ------------------- | --------- | ----------------- | ------ | --------- |
| NEC                 | 2-5       | Barcellona        | 2-3    | 0-2       |
| Spartak Varna       | 1-4       | Manchester United | 1-2    | 0-2       |
| Hammarby            | 2-3       | Haka              | 1-1    | 1-2 (dts) |
| Paris Saint-Germain | 2-2 (gfc) | Juventus          | 2-2    | 0-0       |
| Glasgow Rangers     | 2-2 (gfc) | Porto             | 2-1    | 0-1       |
| Šachtar Donec'k     | 3-1       | Servette          | 1-0    | 2-1       |
| Újpest              | 5-5 (gfc) | Colonia           | 3-1    | 2-4       |
| Beveren             | 1-4       | Aberdeen          | 0-0    | 1-4       |

## Quarti di finale
| Squadra 1  | Totale | Squadra 2         | Andata | Ritorno   |
| ---------- | ------ | ----------------- | ------ | --------- |
| Barcellona | 2-3    | Manchester United | 2-0    | 0-3       |
| Haka       | 0-2    | Juventus          | 0-1    | 0-1       |
| Porto      | 4-3    | Šachtar Donec'k   | 3-2    | 1-1       |
| Újpest     | 2-3    | Aberdeen          | 2-0    | 0-3 (dts) |

## Semifinali
| Squadra 1         | Totale | Squadra 2 | Andata | Ritorno |
| ----------------- | ------ | --------- | ------ | ------- |
| Manchester United | 2-3    | Juventus  | 1-1    | 1-2     |
| Porto             | 2-0    | Aberdeen  | 1-0    | 1-0     |

## Finale
| Arbitro: | Adolf Prokop |

| |              | |
| Vignola 13’ Boniek 41’                                                                                             | Marcatori    | 29’ Sousa |
| · Tacconi · Gentile · Cabrini · Bonini · Brio · Scirea (c) · 89’ Vignola · Tardelli · Rossi · 86’ Platini · Boniek | Formazioni   | · Zé Beto · João Pinto 58’ · Lima Pereira 81’ · Eurico · Eduardo Luís 82’ · Magalhães 64’ · Frasco · Pacheco · Sousa · F. Gomes (c) · Vermelhinho |
| · 89’ Caricola | Sostituzioni | · M. Walsh 64’ · Costa 82’ |
| Giovanni Trapattoni                                                                                                | Allenatori   | António Morais |